# Geografia delle Comore

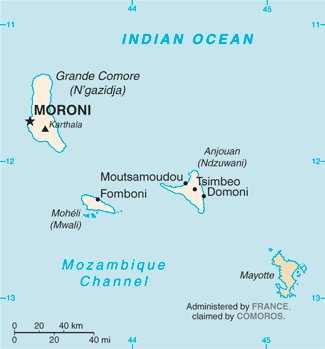
Isole Comore

L'arcipelago delle Comore consiste in quattro isole principali allineate lungo un asse nord-ovest sud-est, situate a nord del Canale del Mozambico, tra il Mozambico e il Madagascar. 

## Le isole
Ancora ampiamente conosciute con i loro nomi francesi, le isole sono state ufficialmente ribattezzate con i loro rispettivi nomi swahili dal governo delle Comore. Esse sono Njazidja (Grande Comore), Mwali (Mohéli), Nzwani (Anjouan), e Mahoré (Mayotte).
Le isole si estendono su una superficie totale di 2.236 chilometri quadrati. Karthala con i suoi 2.361 metri, situata su Grande Comore è un vulcano attivo che dal 17 al 19 aprile 2005 eruttò cenere e gas, costringendo la maggior parte dei 10.000 abitanti della zona a fuggire. 

### Njazidja
Njazidja è l'isola più grande, 67 chilometri di lunghezza e 27 chilometri di larghezza, per una superficie totale di 1.146 chilometri quadrati. La più recente fra le quattro isole dell'arcipelago, è di origine vulcanica. Due vulcani rappresentano i punti più prominente della sua topografia: La Grille a nord, con un'elevazione di 1.000 metri, è un vulcano spento; e Kartala nel sud con un'altezza di 2361 metri, la cui ultima eruzione risale al 1977. Un altipiano compreso tra i 600 e i 700 metri di altezza collega le due montagne. La capitale nazionale, Moroni si trova qui. 

### Nzwani
Nzwani è un'isola dalla forma vagamente triangolare, con quaranta chilometri che separano il vertice dalla base. Ha una superficie di 424 chilometri quadrati. Tre catene montuose - Sima, Nioumakele, e Jimilime – si diramano da un picco centrale, Mtingui (1.575 metri). Più antica geologicamente rispetto a Njazidja, possiede una scogliera di corallina prossima alla riva. Il capoluogo dell'isola è Mutsamudu, ed è anche il porto principale. 

### Mwali
Mwali è un'isola di trenta chilometri di lunghezza e dodici chilometri di larghezza, con una superficie di 290 chilometri quadrati. È la più piccola delle quattro isole e dispone di una catena montuosa centrale la cui sommità è intorno agli 860 metri sul livello del mare. Il capoluogo è Fomboni.

### Mahoré
Mahoré è geologicamente l'isola più antica dell'arcipelago. È lunga 39 chilometri, e larga 22 per un totale di 375 chilometri quadrati. Il punto di massima elevazione è tra i 500 e i 600 metri sul livello del mare. Possiede una barriera corallina ben sviluppata che circonda buona parte dell'isola. Dzaoudzi, capitale delle Comore fino al 1962, è il capoluogo amministrativo di Mahoré ed è situata su un affioramento roccioso.

## Clima
Il clima è tropicale con due stagioni: calda e umida da novembre ad aprile, e una stagione secca nel resto dell'anno. Le temperature medie mensili variano dai 23 °C ai 28 °C lungo le coste. Anche se la precipitazioni medie annue sono nell'ordine di 2000 millimetri, l'acqua è molto scarsa su gran parte delle Comore. Cicloni si verificano durante la stagione caldo umido.

## Dati generali
Area totale: 2.170 km² 
Linea di costa: 340 km 
Elevazioni estreme: 
- punto più basso: Oceano Indiano 0 m
- punto più alto: Karthala 2.360 m

Uso del suolo: 
- seminativi: 35%
- colture permanenti: 10%
- pascoli permanenti: 7%
- foreste e boschi: 18%
- altro: 30% (1993 stime)

Ambiente - problematiche attuali: il degrado del suolo ed erosione come risultato delle colture sui pendii senza adeguati terrazzamenti; deforestazione.